# Rafael Arenas García
Rafael Arenas García (Vegarrozadas, 22 de juny de 1967) és un jurista i escriptor espanyol.

## Biografia
Nascut en la localitat asturiana de Vegarrozadas (pertanyent al municipi de Castrillón) en 1967, en 1990 es va llicenciar en Dret per la Universitat d'Oviedo (UO) i es va doctorar, també per la UO, en 1994. En aquesta mateixa universitat va ser becari de recerca entre 1991 i 1994 i va ser professor associat entre 1994 i 1996. El 3 de desembre de 1996 va passar a ser professor titular de Dret Internacional Privat a la Universitat Autònoma de Barcelona i des del 2 de juny de 2005 n'és catedràtic. És autor de més de 150 publicacions de temàtica jurídica i ha estat col·laborador de diversos diaris com ABC, El Periódico de Catalunya, El Confidencial i Crónica Global. En l'actualitat, entre 28 de setembre de 2015 i octubre de 2016 fou president de Societat Civil Catalana.